# Herz-Jesu-Kirche (Pechbrunn)

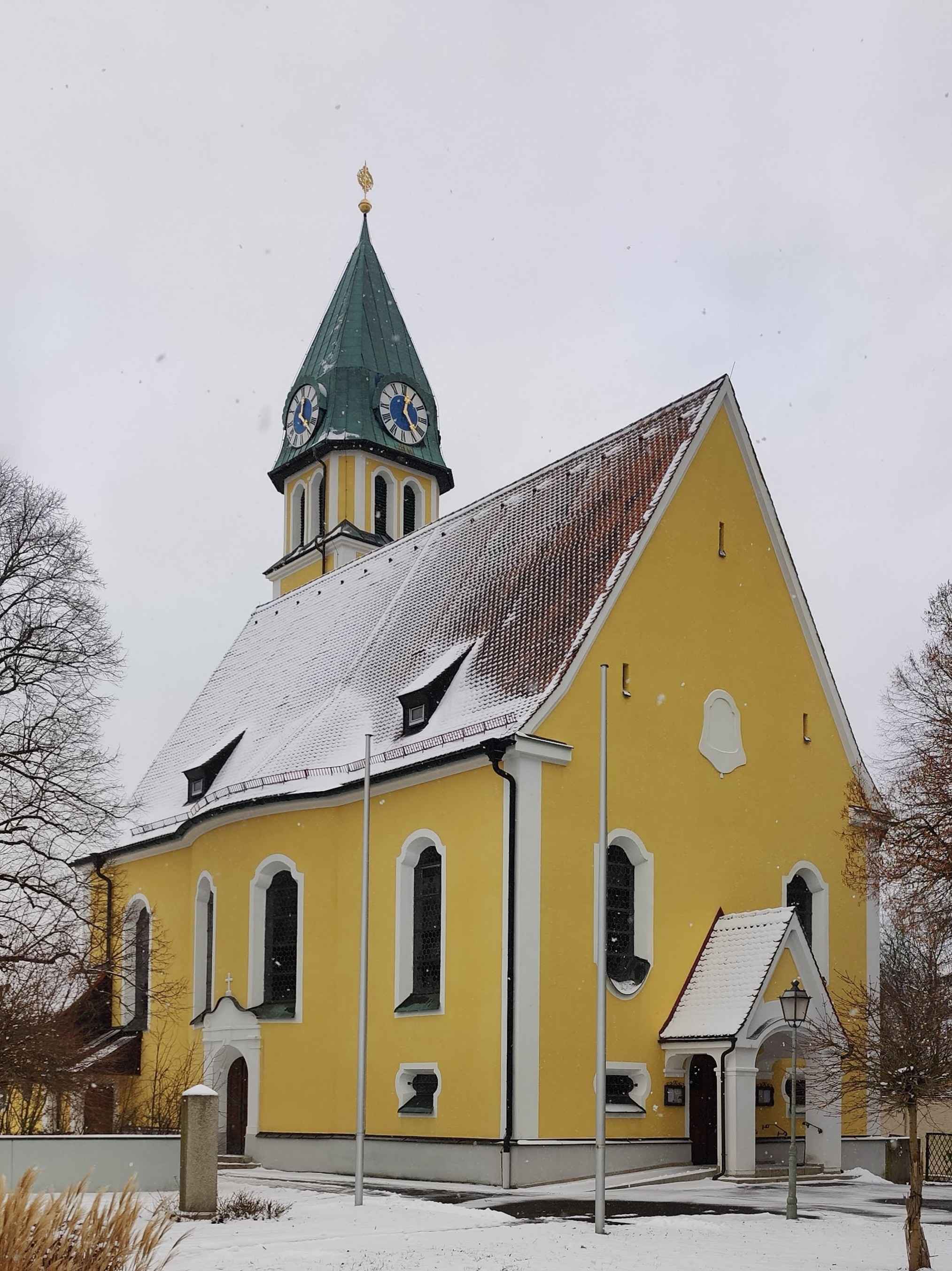
Herz-Jesu-Kirche Pechbrunn

Die Herz-Jesu-Kirche ist eine römisch-katholische Pfarrkirche in Pechbrunn in der nördlichen Oberpfalz. Die neubarocke Kirche wurde zwischen 1913 und 1916 durch den Baumeister August Mayer erbaut und ist heute ein eingetragenes Baudenkmal.

## Geschichte

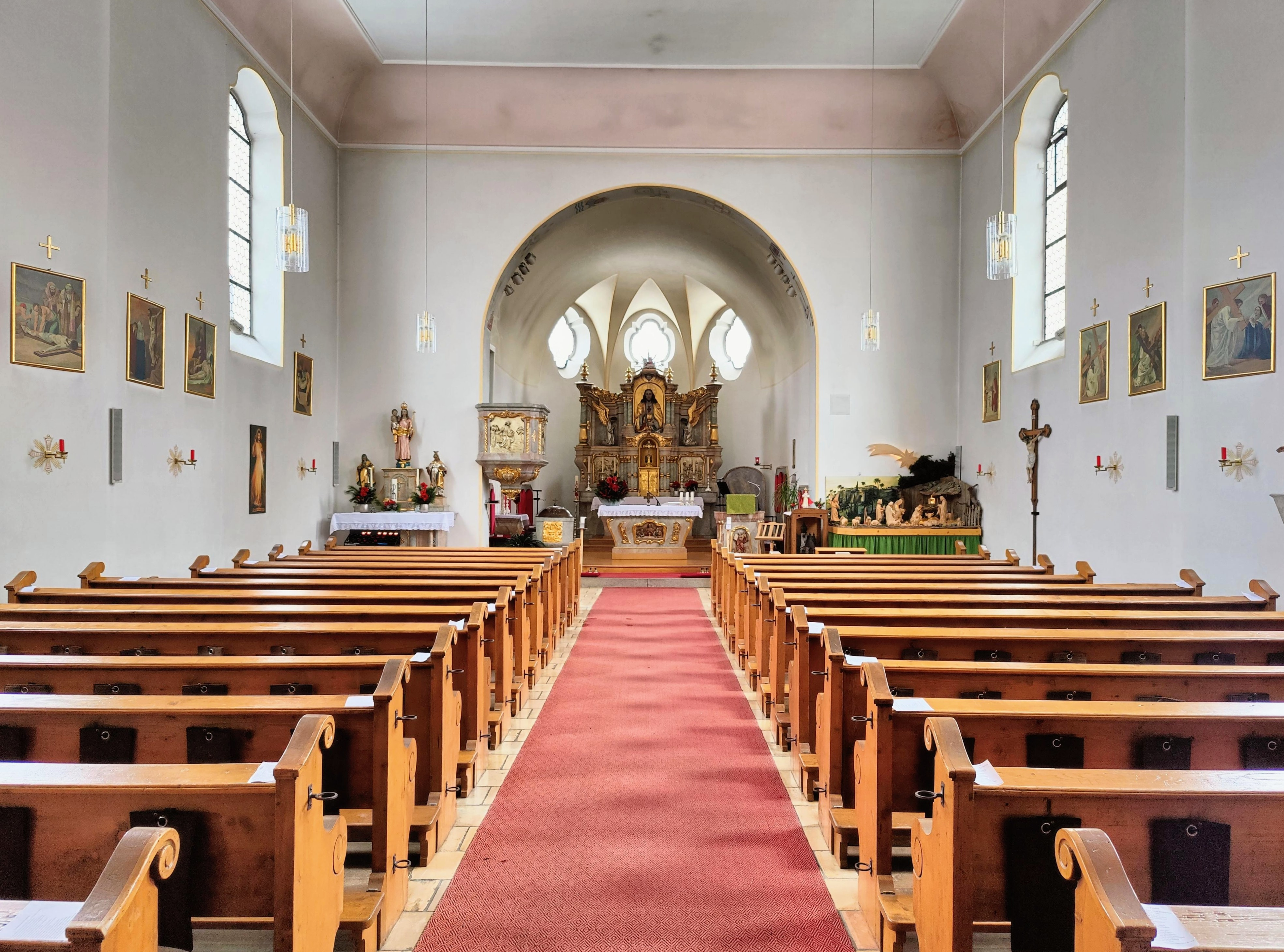
Innenraum (2023)

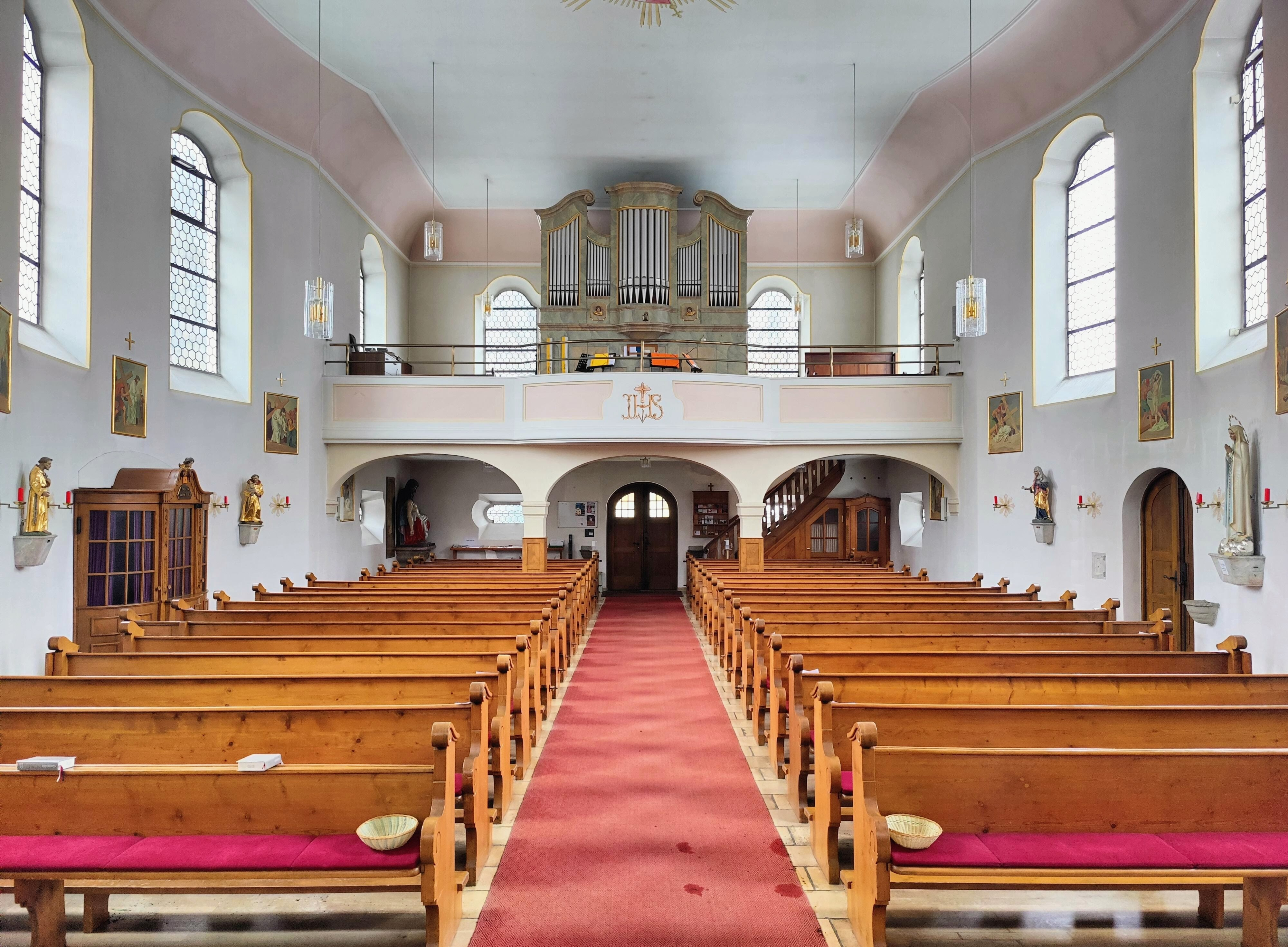
Blick zur Orgel

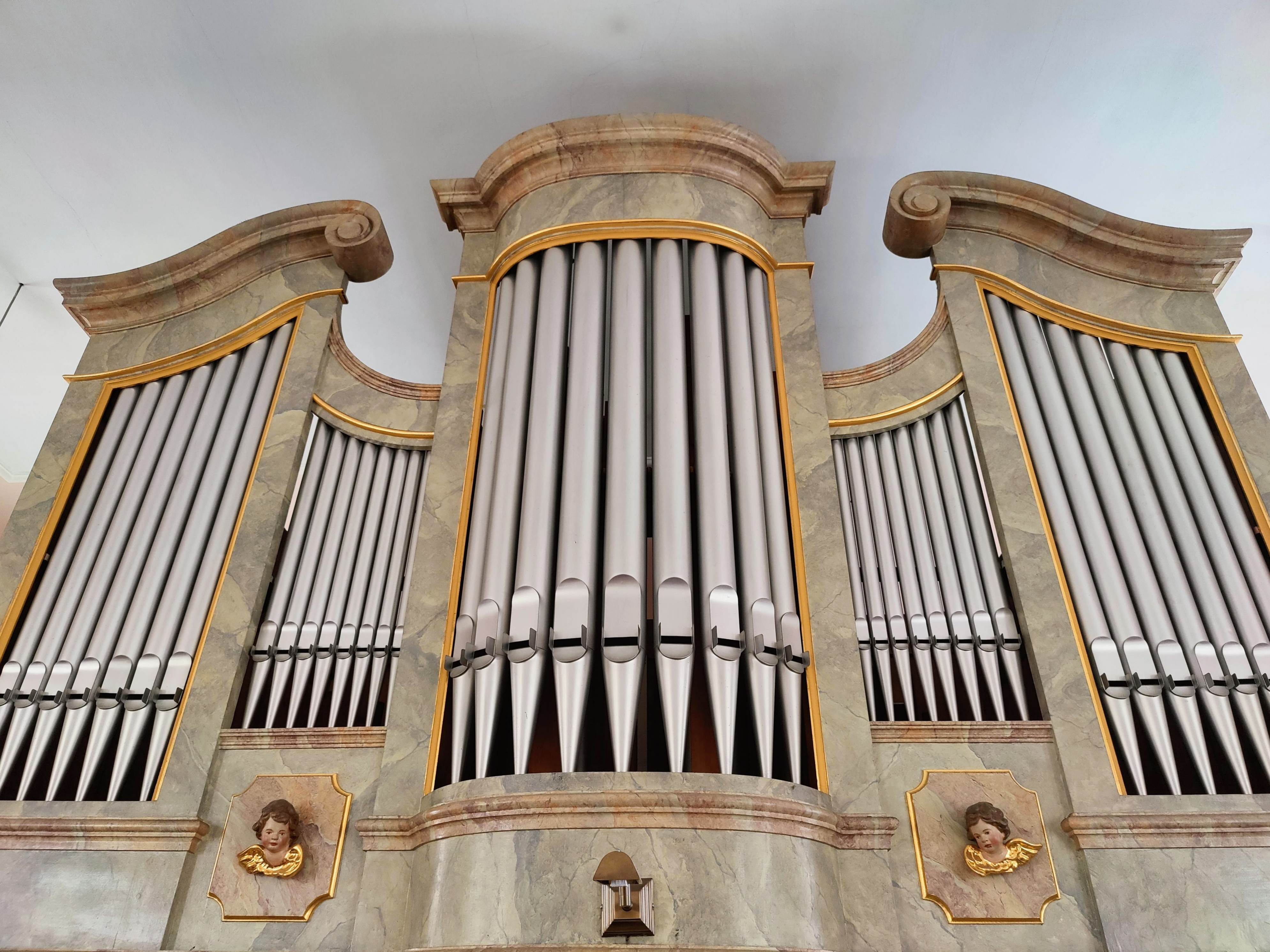
Orgelprospekt

Bis zum Anfang des 20. Jahrhunderts bestand in Pechbrunn nur eine kleine Steinbauernkapelle, in der durch einen Holzanbau rund 160 Personen Platz fanden. Nachdem ein Vorschlag zur Erweiterung dieser Kapelle abgelehnt worden war, gründete Mitterteicher Pfarrer einen Kirchenbau-Verein, der durch die Einwohner von Pechbrunn und dem benachbarten Groschlattengrün finanziert wurde. Am 6. Juli 1913 fand die feierliche Grundsteinlegung durch den Lehrer Andreas Kammerer statt.
Am 7. Dezember 1913 war die kirchliche Weihe der neuen Kirche, die zu diesem Zeitpunkt bereits im Rohbau fertiggestellt war, durch den Mitterteicher Pfarrer Josef Mayer, zu dessen Pfarrei Pechbrunn bis in die 1960er Jahre gehörte. Baumeister des Sakralbaus war August Mayer aus Waldershof.
In den Jahren 1914 bis 1916 folgte die Gestaltung des Innenraums und die Einrichtung der Kirche. Durch eine Bekanntmachung im Bonifatiusblatt wurden einige Einrichtungsgegenstände gespendet. Der Hochaltar, die Kanzel und die Pieta wurden vom Südtiroler Künstler Josef Rifeser aus St. Ulrich in Gröden gefertigt. 1916 wurde auch die Orgel und die Turmuhr montiert. Der Außenputz wurde erst nach dem Ende des Ersten Weltkrieges aufgetragen. Die Weihe erfolgte am 3. Juli 1935 durch den Regensburger Erzbischof Michael Buchberger.
2003 wurde die Einweihung der renovierten Pfarrkirche durch Domkapitular Reinhard Pappenberger gefeiert. Zum 100-jährigen Bestehen der Kirche folgt 2012 auch eine Außenrenovierung des Bauwerks.

## Beschreibung
Die Kirche wurde im neubarocken Stil mit gelben Anstrich erbaut. Sie verfügt über vier Glocken: die Herz-Jesu-Glocke (1200 kg), die Marienglocke (756 kg), die Bruder-Konradglocke (515 kg) und die Josefsglocke (287 kg).

## Orgel
Die Orgel wurde 1916 von Ludwig Edenhofer junior erbaut. Sie besitzt 14 Register auf zwei Manualen und Pedal. Eine Restaurierung erfolgte 1996. Die Disposition lautet:
| I Manual C–f3 |       |
| Principal     | 8′    |
| Gamba         | 8′    |
| Tibia         | 8′    |
| Salicional    | 8′    |
| Oktave        | 4′    |
| Mixtur III    | 2 ⁄3′ |

| II Manual C–f3   |    |  |
| Geigenprincipal  | 8′ |  |
| Lieblich Gedeckt | 8′ |  |
| Quintatön        | 8′ |  |
| Aeoline          | 8′ |  |
| Traversflöte     | 4′ |  |

| Pedal C–d1 |     |  |
| Subbaß     | 16′ |  |
| Violon     | 16′ |  |
| Cello      | 8′  |  |

- Koppeln: II/I, I/P, II/P, Suboktavkoppel II/I, Superoktavkoppel II/I
- Spielhilfen: Piano, Forte, Fortissimo
- Bemerkungen: Taschenlade, pneumatische Spiel- und Registertraktur